# 2010년 중국 110번 국도 교통 정체
2010년 중국 110번 국도 교통 정체는 2010년 8월 13일 중화인민공화국 허베이성과 내몽골 자치구를 잇는 국도 제110호선(G110)과 징짱 고속공로(베이징-라싸 고속도로, G6)에서 발생한 교통 체증이다. 교통 체증으로 차량 수천 대가 100 km 이상 길게 줄을 선 채 10일 동안 정체 상태로 막혀 있었다. 대부분의 운전자들은 하루에 1 km 정도밖에 움직일 수 없었고, 일부 운전자들은 최대 5일 정도 도로 위에 정체 상태로 기다려야 했다고 말하기도 하였다. 몇몇 언론사들은 2010년 중국의 교통 정체를 역사상 가장 긴 교통 체증이라고 보도하였다.

## 원인
110번 국도의 교통량은 2010년까지 수년간 1년에 40% 증가하였으며 만성적인 국도 정체를 유발하였다. 교통 체증 당시 국도의 총 통행량은 설계 최대용량보다 60% 많은 상태였다. 110번 국도가 베이징과 티베트를 잇는 유일한 도로라 우회가 불가능하며, 네이멍구에서 석탄 개발까지 이루어지면서 석탄을 수송하는 트럭의 통행량이 급증하였다.
교통 체증의 원인은 5일 후 열릴 것으로 알려진 110번 국도의 정비 작업과 겹쳐 베이징으로 향하는 대형 트럭의 통행량이 급증했기 때문으로 추정된다. 도로 최대 가능 통행량을 절반으로 줄인 도로 공사는 교통체증에 큰 영향을 미쳤으며 9월이 되어서야 끝날 예정이었다. 중국 공안 측은 도로에서 빈발한 차량 고장과 교통 사고가 합쳐져 문제를 악화시키고 있다고 전했다.
내몽골 지역의 석탄 생산량이 크게 증가하자, 부족한 철도 수용량으로 대부분이 트럭 수송되며 고속도로를 통해 베이징으로 운송하였다. 2009년에는 내몽골에서 석탄 약 6억 톤을 채굴해 운송하였고, 2010년에는 생산량이 7억 3천만 톤으로 증가할 것으로 예상하였다. 또한 국도 제208호선(G208)의 석탄 품질관리 및 화물검사를 피하기 위해 화물 서류가 없는 과적 트럭들이 우회를 위해 110번 국도로 몰리면서 통행량이 더욱 심해졌다.

## 영향과 해소
고속도로 인근 마을 주민들은 교통 체증으로 완전히 발이 묶인 운전자들에게 물, 라면, 담배와 같은 생필품을 높은 가격에 팔았다. 당시 물 1병의 가격은 평균 1위안이었지만 당시 고속도로에서는 15위안에 팔았다. 운전자들은 라면 가격이 3배 정도나 높게 폭리를 봤다고 말하기도 하였다. 더러는 자전거에 물건을 쌓아두고 이동식 상점으로 판매하는 사람들도 있었다.
중국 정부는 야간에 더 많은 트럭을 베이징 내로 들어올 수 있게 허가하여 고속도로 평균 속도를 높이러 시도했다. 또한 화물 운송 회사들에게는 운행을 중단하거나 대체 도로를 택해달라고 요구했다.
2010년 8월 말에는 중국 정부의 노력으로 교통 체증이 대다수 해소되었다. 8월 말이 되면 베이징과 내몽골 사이에서는 요금소 부근에서만 경미한 교통체증이 일어났다.